# Vasili Robertovici Williams
Vasili Robertovici Williams (în rusă Василий Робертович Вильямс; n. 27 septembrie (9 octombrie s.v.) 1863, Moscova — 11 noiembrie 1939, Moscova) a fost un agronom și cercetător al solului rus (en), membru al Academiei de Științe a URSS (1931), membru al Academiei de Științe a Belarusului (1929), laureat al Premiului „Lenin” (1931).
A fost membru PCUS din 1928, deputat în Sovietul Suprem de primă legislatură și consilier în consiliul orășenesc Moscova.

## Biografie
Vasili Robertovici Williams s-a născut pe  27 septembrie (9 octombrie s.v.) 1863, în Moscova, Imperiul Rus. A absolvit Academia Agriculturii „Petrovskaia” și a devenit pedagog-savant: profesor și sef al Catedrei de Agricultură Generală și Științe ale Solului al Academiei Agricole din Moscova „Timireazeva”. A devenit directorul ei în 1907, apoi rector între 1922-1925. Fondator și primul șef al catedrei "Bazele agriculturii și culturii plantelor" („«Основы земледелия и растениеводства»”) de la Institutul de Mecanizare și Electrificare a Agriculturii din Moscova. A fost autor a peste 450 de lucrări științifice.
A fundamentat rolul principal al factorilor biologici în formarea solului, a creat teoria ciclului biologic mic al substanțelor ca bază pentru dezvoltarea solurilor și-a exprimat ideea unității dezvoltării naturii organice și anorganice. A întemeiat și dezvoltat sistemul agricol al pășunilor. Williams considera că proprietatea de fertilitate o are doar solul granulos și fin de strutură măruntă - aceasta fiind principala condiție pentru obținerea unei roade bune (în opinia sa).
A dus la apariția unor controverse considerabile cu agro-chimiștii "minerali" și "formal-deductivi", care erau adepții lui Dmitri Nikolaevici Prianișnikov. În 1937 dezbaterea științifică s-a fost transformat într-o luptă împotriva "dușmanilor poporului". Ca urmare a dezbaterilor dintre Williams și academicianul Nikolai Maksimovici Tulaikov despre utilitatea sistemelor agricole în pășuni, Tulaikov a fost arestat în 1937 și a murit în detenție. Prin implicarea lui Williams, școala academicianului Preanișnikov a suferit pierderi de neînlocuit.
În 1917, Vasili Williams a fondat în apropiere de Moscova o stație experimentală pentru studiul plantelor furajere și zonei de alimentare (începând cu 1922 - Institutul de Stat de luncă, în 1930 redenumit în Unional, iar în 1992 - în „Institutul pan-rus de cercetare științifică a furajelor”). În prezent acest institut poartă numele lui V.R. Williams. În numele lui Williams, de asemenea, a fost denumit și „Institutul kazah de cercetare agricolă”.
Pe 11 noiembrie 1939 Vasile R. Williams a murit. A fost înmormântat în grădina dendrologică parcului Academiei Agricole Timiriazev, pe al cărui teritoriu el a trăit mai mult de cincizeci de ani.

## Critică
În 1943 Vladimir Ivanovici Vernadskii a scris:
„El și-a făcut cariera și ca profesor a lăsat în urma sa o școală rea, denaturată. El predă material inexact, concluzionează deductiv și în unele cazuri în contrast evident cu realitatea. <...> Williams, ca membru de partid, nicidecum nu-și poate afirma autoritatea, și cred că va fi repede dat uitării.”

## Afilieri
- din 1928 — membru PCUS
- din 1929 — membru al Academiei de Știițe a RSS Bieloruse
- de la 1 februarie 1931 — membru al Academiei de Știițe a URSS. Catedra de Matematică și Științe ale Naturii (Pedologie)[4]
- din 1935 — membru al Academiei Agricole Pan-unionale Lenin (ВАСХНИЛ)

## Premii
- Ordinul Sfântul Stanislav de gradul 3;
- Ordinul Sfânta Anna de gradul 3;
- Ordinul Sfântul Stanislav de gradul 2;
- Ordinul Sfânta Anna de gradul 2;
- Ordinul Sfântul Vladimir de gradul 4;
- Medalia «În memoria domniei împăratului Alexandru al III-lea»;
- Medalia «În memoria celor 300 de ani de domnie ai casei Romanov»
- I s-a conferit titlul de Erou al Muncii (1923)
- Decorat cu Ordinul Lenin (1935) și 2 ordine Steagul Roșu al Muncii (1924, 1936).

## Familie
Vasili Robertovici Williams a avut un fiu — profesorul Nikolai Vasilievici Williams (1899—1946), chimist-organic, doctor în știițe chimice, șef al catedrei de chimie organică la Academia Agricolă Timiriazev din Moscova între anii 1938—1946.
Nepotul lui V.R.Williams — Nikolai Nikolaievici Williams (1926—2006) a fost profesor de matematică, prizonier în lagărele de muncă staliniste, ulterior reabilitat, s-a ocupat cu activitate în domeniul dreputilor omului.

## Memorie

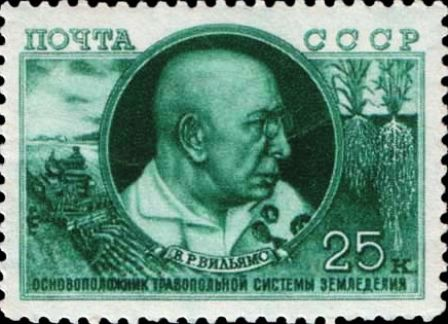
Timbru din anul 1949

- În memoria lui Willimas au fost denumite străzi în Kazan, Perm, Breansk, Tula, Lipețk, Dnipro, Kiev, Odesa, Kramatorsk, Horlivka, Ienakieve, Petropavl, Minsk, Krasnodar.
- În Moscova, pe teritoriul Academiei Agricole Timiriazev a fost instalat un monument în cinstea lui Wiliams.
- În Chișinău, deoarece în denumirea străzii nu erau inițiale lui Williams, iar în documentele municipalității nu s-au găsit explicații în privința personalității, s-au pus noi plăcuțe în alfabetul latin cu numele R. Williams. În prezent pe această stradă au mai rămas doar trei case vechi.
- În 1949 în URSS a fost lnsat timbru poștal dedicat lui Williams.
- Cu numele lui Williams a fost denumit „Institutul pan-rus de cercetare științifică a furajelor”.
- Numele lui Williams l-a purtat Institutul Gospodăriei Apelor din Moscova
- Numele lui Williams l-a purtat satul Terektî din raionul Karausk, regiunea kostanai din Kazahstan.